# Pálfiszegi Pálffy család

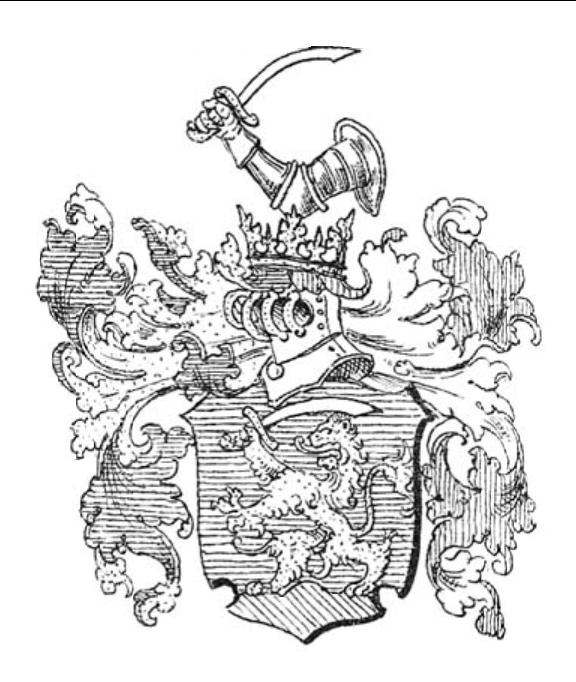
A pálfiszegi Pálffy család címere.

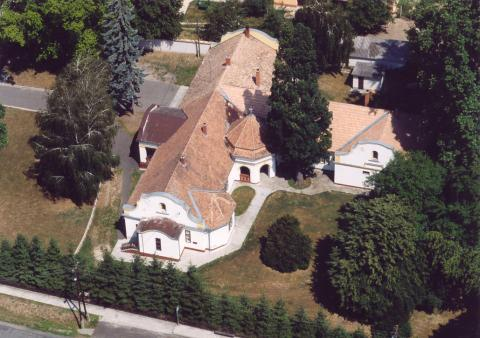
A pálfiszegi Pálffy kúria a Zala megyei Pölöskefőn. Manapság a község faluháza.

A pálfiszegi Pálffy család egy Zala vármegyei nemesi származású család.

## A család története
1722. február 26.-án nyert új nádori adományt több zalamegyei helységre. A pálfiszegi Pálffy család tulajdonképpen a mileji Pálffy családnak az egyik ágát képezi, amelynek az első ismert említése 1513-ból származik. A leszármazás szakadatlanul jön le az 1722-es új adományos Pálffy Andrástól, akinek a fia István és unokája György, nagylengyeli birtokos volt. Hogy a mileji Pálffy családdal közös család, bizonyítja a vasvári káptalan által kiadott egy 1723-iki levele, mellyel Simon Péter odaajándékozta a nádori adományban nyert Milej, máskép Simonszeg és Nagylengyel községben fekvő birtokrészét Pálffy Istvánnénak, Simon Katalinnak, ki neki nővére volt. A család ez ága a „pálffyszeghi” előnevet használta.
Pálffy György (1790-1853), lickói birtokos, az 1809-ik évi magyar nemesi felkelésben harcolt; feleségül vette nemes Horváth Julianna kisasszonyt. Házasságukból két gyermek született Lickón, aki elérte a felnőttkort: pálfiszegi Pálffy Elek (1840-1895), pölöskefői birtokos, és lukafalvi és zarkaházi Zarka Józsefné pálfiszegi Pálffy Karolina (1834-†?). Pálffy Elek feleségül vette kiskoltai Koltay Karolin (1848-1873) kisasszonyt, kiskoltai Koltay Lajos (1795-1867), pölöskefői birtokos, és Vizlendvay Petronella (1812-1886) lányát. A kacorlaki származású kiskoltai Koltay Lajos 1828. június 8.-a és 1844. június 10.-e között volt esküdt a Kapornaki járáson, majd 1844. június 10.-étől 1849. október 31.-éig aladószedő volt Kapornakon;  1841. szeptember 21.-én feleségül vette a pölöskefői születésű nemes Vizlendvay Petronellát, nemes Vizlendvay Gábor, pölöskefői birtokos, és nemes Haik Terézia lányát. Házasság révén, Pálffy Elek, Pölöskefőre költözött, ahol gyermekei és leszármazottjai születtek. A pölöskefői Pálffy kúriát, Pálffy Eleknek fia, pálfiszegi Pálffy László (1872-1946), pacsai főszolgabíró úr örökölte. Pálffy Lászlónak egyetlenegy testvére volt: pálfiszegi Pálffy Magdolna (1871-†?), akinek a férje, dr. Bolla László (†1903), vasvári ügyvéd volt.
Pálffy László (1872-1946) 1895. október 1.-étől 1895. december 17.-éig a keszthelyi járás szolgabírája volt; 1895. december 17.-e és 1905. szeptember 11.-e között a pacsai járás szolgabírája, majd 1905. szeptember 11.-étől 1920. május 16.-áig a pacsai főszolgabíróként tevékenykedett. Pálffy László 1901. december 1.-jén Felsőrajkon feleségül vette véssei Véssey Ilona (1882-1956) kisasszonyt, véssei Véssey László (1852-1897), földbirtokos, és nedeczei Nedeczky Emília (1859-1944) lányát. Pálffy Lászlóné Véssey Ilonának az anyai nagyszülei Nedeczky Zsigmond (1833–1859), földbirtokos és nemes Glavina Rozália (1839-1917) voltak; Nedeczky Zsigmondné Glavina Rozáliának az apja nemes Glavina Lajos (1806-1885) Zala vármegye főispánja, ügyvéd, országgyűlési képviselő, gelsei birtokos volt. Nedeczky Zsigmondnak a szülei nedeczei Nedeczky György (1802-1872), hadnagy, földbirtokos és szentgyörgyi Horváth Judit (1811-1881) voltak.
Zala vármegyében, három évtizeden keresztül, 1907 és 1937 között kutatták az Országos Levéltár címertanban járatos munkatársainak bevonásával a Zala megyecímere pontos eredetét, ugyanis a megyében az akkori fellángolt a vita, hogy a vármegye az altisztjeit aranydíszítéses zöld ruhába, vagy ezüstdíszítéses kék ruhába öltöztesse. A kék-ezüst szín élharcosa pálfiszeghi Pálffy László főszolgabíró volt, aki beadványok garmadájával árasztotta el a megyét és a Belügyminisztériumot, tiltakozva a belügyminiszter 1933. évi döntése ellen, melyben a zöld-ezüst színeket jelölte meg a megye színeinek. Az Országos Levéltár véleménye a kék-ezüst szín mellett voksolt. Pálffy Lászlónak egy 224 kataszteri holdas pötrétei földje, valamint egy 108 kataszteri holdas felsőrajki földje volt: összesen 332 kataszteri holdja volt Zala vármegyében 1935-ben.
Véssey Ilona úrnő több gyermekkel áldotta meg Pálffy Lászlót, akik Pacsán születtek: Judit, Ilona, Margit és Dénes. Pálfiszegi Pálffy Judit (1906-1993) asszonynak a férje boldogfai dr. Farkas Tibor (1883-1940), országgyűlési képviselő, földbirtokos; vőlegénynek a szülei boldogfai Farkas József (1857–1951) politikus, jogász, felsőbagodi földbirtokos, és lovászi és szentmargitai Sümeghy Rozália (1857–1924) voltak. Pálfiszegi Pálffy Ilona (1903-1943) úrnőnek a férje vitéz felsőpataki Bosnyák Andor (1896–1942),  huszárszázados, földbirtokos; a vőlegénynek a szülei felsőpataki Bosnyák Géza (1863-1935) politikus, Zala vármegye főispánja, felsőházi tag, földbirtokos és saárdi Somssich Jolán (1874-1949) voltak. Pálfiszegi Pálffy Margit (1902-1984) asszonynak a férje nemes Csertán Elek (1891–1937), földbirtokos, akinek a szülei nemes Csertán Károly (1845–1919), Zala vármegye alispánja, országgyűlési képviselő, földbirtokos, és lovászi és szentmargitai Sümeghy Magdolna (1855–1929) voltak. Csertán Elekné Pálffy Margitnak az ikertestvére pálfiszegi Pálffy Dénes (1902-1970), földbirtokos volt. Pálffy Dénes felesége, vönöczki Péntek Zsuzsanna úrnő volt, akinek a szülei vönöczki Péntek Zoltán (1876-1939) honvéd huszárezredes és Saáry Leona voltak. Pálffy Dénes és Péntek Zsuzsanna egyetlenegy gyermeke, Pálffy András (*1930-?) volt, aki 1856-ban vándorolt ki USÁba.

## A család leszármazási táblája
- a1 András
  - b1 István
    - c1 György (*1790.–†Nagylengyel, 1853. január 1.), honvéd az 1809-ben nemesi felkelésben, földbirtokos. Neje: nemes Horváth Julianna (*1809. †Lickó,1877. július 31.)
      - d1 Fidél (*Nagylengyel, 1829. július 1.– †Nagylengyel, 1831. augusztus 7.)
      - d2 Lukrécia Karolina (*Nagylengyel, 1834. július 9.–†Zalaegerszeg, 1920. január 4.). Férje: lukafalvi és zarkaházi Zarka József (*Marác, 1829. május 16.)
      - d3 Elek (*Lickó, 1840. május 12.–†Pölöskefő, 1895,  július 28.), pölöskefői földbirtokos. Neje: kiskoltai Koltay Karolin (*Pölöskefő, 1848. május 9.–†Pölöskefő, 1873. december 2.)
        - e1 Zoltán Zsigmond (*Pölöskefő, 1869. augusztus 8.)
        - e2 Jolán Magdolna *Pölöskefő, 1871. április 17.–†Pölöskefő, 1892. július 27.). Férje: dr. nemes Bolla László (*Andrásfa, 1857. december 29.–†Sopron, 1903. október 13.), vasvári ügyvéd.
        - e3 László Elek (*Pölöskefő, 1872. március 6.–†Pölöskefő, 1946. szeptember 16.), pacsai főszolgabíró, földbirtokos, Zala vm. bizottsági tag, a „Zala vármegyei Gazdasági Egyesület” tagja. Neje: véssei Véssey Ilona Margit Róza (*Csákány, 1882. február 1.–†Pölöskefő, 1956 február 23.)
          - f1 Margit Irma Stefánia (*Pacsa, 1902. szeptember 24.–†Budapest, 1984. június 12.) Férje: nemes Csertán Elek (*Zalaegerszeg, 1891. április 30.–†Budapest, 1937. november 6.), földbirtokos, Zala vármegye törvényhatóság bizottsági bizottság tagja.
          - f2 Dénes Sándor István (*Pacsa, 1902. szeptember 24. †Kisújszállás, 1970. január 24.). Neje: vönöczki Péntek Leona „Zsuzsanna” (*Pápa, 1906. december 28. † ?)
            - g1 András (*Budapest?, 1930. szeptember 24.) 1956-ban emigrált az Egyesült Államokba. Megnősült és lett legalább egy fia.

          - f3 Ilona Emília Karolin (*Pacsa, 1903. október 29.–†Szombathely, 1943. február 26.). Férje: vitéz felsőpataki Bosnyák Andor Gusztáv Dénes (*Misefa, 1896. június 7.– †Misefa, 1942. november 5.) huszárszázados, Zala vármegye törvényhatósági bizottsági tagja
          - f4 László Zsigmond (*Pacsa, 1904. november 14.–†Pacsa, 1905. július 5.)
          - f5 Eszter Etelka „Judit” (*Pacsa, 1906. augusztus 20.–†Nagykanizsa, 1993. november 27.). Férje: dr. boldogfai Farkas Tibor József Imre (*Alsóbagod, 1883. április 14.–†Zalaegerszeg, 1940. március 26.), legitimista politikus, országgyűlési képviselő, földbirtokos.
          - f6 Mária (*Pacsa, 1908. december 28.–†Szabadegyháza, 1980. augusztus 1.) gyógyszerész. hajadon.

## A család címere
Címer: kék pajzsban zöld halmon kardot tartó oroszlán; sisakdisz: kardot tartó pánczélos kar; takarók: kék-arany, vörös-ezüst.